# イザイア・ブラッドリー
イザイア・ブラッドリー（Isaiah Bradley）は、マーベル・コミック発行のアメリカン・コミックスに登場する、“キャプテン・アメリカ”の称号を持つスーパーヒーローの一人。第二次世界大戦中のアメリカ合衆国の“スーパーソルジャー計画”（コードネーム：“プロジェクト：リバース”）の最初期の被験者である。

## 発行履歴
このキャラクターのオリジナルのコンセプトは、マーベル・コミックの副社長ビル・ジェマスのふとした一言から生まれた。編集者のアクセル・アロンソは「黒人を赤・白・青で包むという政治に固有の」アイデアと「より大きな物語、アメリカそのもののメタファー」に惹かれ、またすぐにタスキギー梅毒実験を思い浮かべた。そのアイデアを売り込まれたロバート・モラレスはストーリーの執筆に参加し、脇役とエンディングを作り上げた。アフリカ系アメリカ人のキャプテン・アメリカというアイデアはモラレスを笑わせたが、その前提を聞いたとたん、彼は憂鬱になった。モラレスは当初、ブルース・バナーを参考に、自分自身を実験台にする科学者というキャラクターを構想していたが、マーベルはタスキギー梅毒実験へのもっと明確な言及を望んでいた。モラレスはブラッドリーが脳に損傷を負うという結末を押し通すことができたが、これはモハメド・アリへの言及であり、このキャラクターに悲劇的な結末を与えた。モラレスは広範なリサーチを行い、編集部からの提案とのバランスをとった。
2003年のリミテッドシリーズ『Truth: Red, White & Black』で描かれているように、1942年の第二次世界大戦中スティーブ・ロジャースを“キャプテン・アメリカ”へと進化させた“スーパー・ソルジャー計画”を元に、ラインシュタイン（ウィルフレッド・ネイゲル博士）がアフリカ系アメリカ人を被験者にして“超人血清”を再現し、イザイアに力を与えた。この際の秘密実験は、タスキギー梅毒実験を彷彿とさせる。

## キャラクター経歴
ヨーゼフ・ラインシュタイン（本名：ウィルフレッド・ナーゲル）博士とコッホ博士が率いるアメリカ、イギリス、ドイツの科学者の共同研究として始まったプロジェクト・リバースは、第二次世界大戦開戦後、コッホがドイツのプログラムを、ラインシュタインがアメリカのプログラムをそれぞれ引き継ぎ、それぞれが、スティーブ・ロジャースをキャプテン・アメリカに変えた超人血清を再現しようと試みた。ラインシュタインが初期に行った改良の試みは、キャンプ・キャスカートから連れ去ったアフリカ系アメリカ人兵士300人を被験者とし、そのうち最初の実験で生き残ったのは、イザイア・ブラッドリーを含めてわずか5人だった。
ヨーロッパでの実戦任務と内部抗争により、唯一の生き残り被験者となったブラッドリーは、キャプテン・アメリカ用の予備のコスチュームとシールドを盗み、“シュヴァルツェビッテ強制収容所”でナチスの超人兵士活動を破壊する特攻作戦に出た。そこで彼はコッホを暗殺することに成功するが、ドイツ軍に捕らわれたためミッションは終了。ナチスのアメリカ人超人兵士に対する関心は高く、総統自身の前に連れて来られたブラッドリーは、その力をリバースエンジニアリングするために身体を解剖され、そのスペアパーツがメッセージとしてアメリカに送り返されることとなった。ブラッドリーはドイツの反乱軍に救出されるが、軍法会議にかけられ、1943年頃にレベンワースに収監された。だが1960年、ブラッドリーはアイゼンハワー大統領によって恩赦を受け、釈放される。
ブラック・キャプテン・アメリカと呼ばれるブラッドリーは、マーベル・ユニバースのアフリカ系アメリカ人コミュニティの多くで伝説的存在として描かれている。20世紀最後の40年間で、マルコム・X、リチャード・プライヤー、モハメド・アリ、アンジェラ・デイヴィス、アレックス・ヘイリー、ネルソン・マンデラ、コリン・パウエルなど非常に著名なアフリカ人やアフリカ系アメリカ人の多くが、尊敬の印や英雄崇拝としてブラッドリーを訪れている。一方で黒人コミュニティの外では、彼はほとんど無名のままである。しかし、オロロ・マンロー/ストームとティ・チャラ/ブラックパンサーの結婚式に特別ゲストとしてブラッドリーがやってきたとき、ルーク・ケイジ、ビル・フォスター/ゴライアス、モニカ・ランボー、デルロイ・ギャレット/トライアスロン、サム・ウィルソン/ファルコンなど、何人かのアフリカ系アメリカ人ヒーローが畏敬の念を抱いた。

### ジョサイアX
イザイアがキャプテン・アメリカとして活動し、刑務所にいた頃、政府は彼の改造DNAを使って別のスーパー・ソルジャーを造ろうとした。39回の試行錯誤の結果、イザイアとフェイスの遺伝子の息子であるジョサイアという名の子どもが生まれ、彼は後にジョサイアXと名乗ることになるが、政府の魔の手から彼を密かに救い出した女性との間に生まれた。このキャラクターは、クリストファー・プリーストとジョー・ベネットが制作し、2003年に出版された短編コミックシリーズ『The Crew』で初登場した。

### スティーブ・ロジャースとの出会い
一方、試験血清の長期的な影響でブラッドリーの心と身体は、アルツハイマー病の影響と一部似た深刻なダメージを受けていた。2003年、スーパー・ソルジャー計画の真相を知ったスティーブ・ロジャースとブラッドリーは、和解を試みた。

## パワー・戦力
ブラッドリーは血管に流れる超人血清のおかげで、肉体的には完璧な人間であることに加え、彼の身体機能はすべて人間のものとしては極限まで強化されており、敏捷性、器用さ、超人的な力、スピード、持久力、反応速度、協調性、平衡感覚はオリンピック選手並みである。彼の身体は筋肉に過剰に蓄積した乳酸やその他の疲労の毒を排除し、驚異的な持久力を与える。病気に対する並外れた免疫系を持ち、老化の進行も劇的に遅くなる。また、ブラッドリーはアメリカ軍で非武装戦闘の訓練を受けている。

### 装備
ブラッドリーは防御にも攻撃にも役立つ金属製で凸型の逆三角盾を携え、枢軸国と自国での人種差別の両方に対する勝利の象徴でもあるダブルVキャンペーンの鷲の紋章で装飾した。このほかにも、彼は身を守るため軽いパッドの上にゆったりとしたチェーン・メッシュのシャツを着ている。

## その他のバージョン
- 『キャプテン・アメリカ』第4巻#28におけるブラッドリーは、キャプテン・アメリカであり、独身であるが、アメリカ合衆国大統領に選出され、その職務に2期務めた[7]。ちなみに彼は“アース616”にタイムスリップし、娘のレベッカ・"ベッキー"・バーンズがアース616に行くのを阻止するために、本流のキャプテン・アメリカとレベッカ・クアンを自分の時代に連れ戻す。
- 『アルティメット・マーベル』におけるニック・フューリーは、第二次世界大戦中、超人血清を再現するためのアメリカ政府の実験に、唯一生き残った被験者として不本意ながら参加させられたなど[8]、ブラッドリーと多くの共通点がある[9]。
- 『スパイダー・グウェン』におけるブラッドリーはアメリカ陸軍一等兵であり、戦略科学予備軍のプロジェクト・リバースの4人の候補者（バッキー・バーンズ、スティーブ・ロジャース、サマンサ・ウィルソン）の1人であったと言及されている。だがブラッドリーは、ナチスの二重スパイによる作戦妨害の際にロジャースやバーンズと共に重傷を負い、ウィルソンが最終的にキャプテン・アメリカとなる[10]。

## キャプテン・アメリカの時系列
ロバート・モラレスは、イザイア・ブラッドリーとスティーブ・ロジャースのキャプテン・アメリカとしての描写を明確にするために、2004年に『Truth： Red, White & Black』の付録でこう述べている：
『Truth〜』は当初マーベル・ユニバースの公式な連続性から外れる予定だった。この作品を「連続性の中に」置くという編集上の決定は、タイムリー・コミックスがジョー・サイモンとジャック・カービーの『キャプテン・アメリカ』を1940年に初めて出版したことを説明すると意味した。
『Truth〜』の共同クリエイターであるカイル・ベイカーは、インタビューでブラッドリーとロジャースのそれぞれのタイムラインをさらに明確にした：
『キャプテン・アメリカ』シリーズでは、第5号と第6号が出るまで、キャプテン・アメリカを 「変えてしまった」ことで、ファンから多くの非難を受けた。というのも、僕らのストーリーは真珠湾攻撃から始まっていて、『キャプテン・アメリカ』の創刊号が真珠湾攻撃より前の話だということは誰もが知っているからだ。シリーズの中盤のどこかで、キャップはすでに存在していたことが明らかになり、我々は時系列をいじっていなかったことが判明した。

## 反応と分析
アクセル・アロンソ編集長は、マーベルが最初に公開したキャプテン・アメリカのコスチュームを着たアフリカ系アメリカ人のシルエットの画像に対する一部のファンの批判的な反応は、キャプテン・アメリカの遺産を汚すという偏見に基づくものだと感じていた。アロンソは、シリーズ全体が出版される頃には、反応はより肯定的なものになったと述べており、ある著名な批評家は、彼がまさにこれを行ったと書いている。
シャロン・パッカーは2010年の著書『Superheroes and Superegos:Analyzing the Minds Behind the Masks』において『Red, White & Black』の出来事と登場人物についてこう書いている：本作は人種関係、陰謀論、スポーツにおけるスポーツにおけるパフォーマンス向上について重要なメッセージを伝えている。

## MCU版
『マーベル・シネマティック・ユニバース』（MCU）ではカール・ランブリーが演じる。日本語吹替は宝亀克寿が担当。

### キャラクター像
メリーランド州ボルチモアの一角で孫のイーライ・ブラッドリーと共に隠遁生活を送る高齢の黒人男性。朝鮮戦争時代の1951年に、投与された“超人血清”に唯一成功した黒人の“超人兵士”としてアメリカ政府に貢献しながらも投獄され、超人血清の研究のための実験台として血液を抜き取られるなどの仕打ちを30年間も受けた末に脱走。その頃には家族を失い、公には戦死したことにされた過去を持つ。そのため政府には失望しきっており、また、朝鮮戦争でバッキー・バーンズ/ウィンター・ソルジャーとも戦い、彼の義手を半分折ったとも話している。

### 能力
現代でも投げつけた掌大の物を柱に突き刺させるほどの超人的パワーが身体に残っている。

### 各作品における描写
『ファルコン&ウィンター・ソルジャー』第2、5、6話
本作でMCU初登場。ボルティモアの自宅で園芸などに勤しみながら暮らしていたところ、未だに快く思っていないバッキーがサム・ウィルソン/ファルコンを伴って来訪してくると、自分たちと同等の超人集団が出現したと聞かされるが、政府からの人体実験と仕打ちを訴えながら興奮して2人に出て行くよう叫んだ。サムが単身で再訪した際には、彼が持参した盾を見ることを拒否するも、レッド・テイルズにまつわる逸話や政府との因縁の続きを語り、黒人が“キャプテン・アメリカ”を継ぐことの困難も伝えると、サムから全ての事実を世間に明かすよう説得されたが断った。
だが、新しいキャプテンとなったサムのスピーチに感銘を受け、三度やって来た彼の決意と決して自惚れない態度も認め、サムにスミソニアン博物館へ案内されると、キャプテン・アメリカ（初代）に関するブース内に新しく構えられた自身の金の立像と、政府に伏せられた彼の生い立ちと貢献を記録した石碑を披露され、自分の貢献も認められたことをサムに感謝する。
『キャプテン・アメリカ:ブレイブ・ニュー・ワールド』
フラッグ・スマッシャーズとの戦いから3年過ぎた頃、サムとの交流は続いており、ボルティモアのジムにてキャプテン・アメリカとなったサムとファルコンとなったホアキン·トレスのトレーニングを指導している。

## コレクテッド・エディション
グラフィックノベルにもブラッドリーが出演したストーリーが存在する：
- 『Truth: Red, White & Black』：2004年刊行。ロバート・モラレスとカイル・ベイカーによる第1〜7号を収録。2009年には『Captain America:Truth』と改題されて再版。2022年に『Captain America:Truth』のタイトルのままトレードペーパーバック版が発売された。
- 『Captain America: Homeland』：2004年刊行。ロバート・モラレス、クリス・バチャロ、エディ・キャンベルによる『キャプテン・アメリカ』vol.4巻第21〜28号に収録。